# Liste des tramways en Afrique
La liste des tramways en Afrique, est une liste des réseaux de tramways urbains et suburbains existants ou ayant existé sur le continent africain.

## Classement des réseaux africains de tramways existants
| Ville          | Pays     | Longueur du réseau (en km) | Fréquentation (voyageurs par jour) | Nombre de lignes | Nombre de stations | Date d'ouverture              | Références                |
| -------------- | -------- | -------------------------- | ---------------------------------- | ---------------- | ------------------ | ----------------------------- | ------------------------- |
| Alger          | Algérie  | 23,2                       | 70 000                             | 1                | 38                 | 1898 / 2011                   | Tramway d'Alger           |
| Constantine    | Algérie  | 18,3                       | 26 000                             | 1                | 15                 | 4 juillet 2013                | Tramway de Constantine    |
| Mostaganem     | Algérie  | 14,2                       | -                                  | 2                | 24                 | 18 février 2023               | Tramway de Mostaganem     |
| Oran           | Algérie  | 18,7                       | 40 000                             | 1                | 32                 | 1898 / 2013                   | Tramway d'Oran            |
| Ouargla        | Algérie  | 9,7                        | 12 000                             | 1                | 16                 | 20 mars 2018                  | Tramway de Ouargla        |
| Sétif          | Algérie  | 22,4                       | 30 000                             | 2                | 26                 | 8 mai 2018                    | Tramway de Sétif          |
| Sidi Bel Abbès | Algérie  | 13,74                      | 40 000                             | 1                | 22                 | 26 juillet 2017               | Tramway de Sidi Bel Abbès |
| Alexandrie     | Égypte   | 32                         | -                                  | 20               | 38                 | 1902                          | Tramway d'Alexandrie      |
| Le Caire       | Égypte   | 30                         | -                                  | 9                | -                  | 1896                          | Tramway du Caire          |
| Casablanca     | Maroc    | 73.5                       | 180 000                            | 4                | 109                | 2012 / 2024 (en construction) | Tramway de Casablanca     |
| Rabat–Salé     | Maroc    | 27                         | 120 000                            | 2                | 47                 | 2011                          | Tramway de Rabat-Salé     |
| Tunis          | Tunisie  | 45                         | -                                  | 8                | 66                 | 1985                          | Métro léger de Tunis      |
| Addis-Abeba    | Éthiopie | 34                         | 120 000                            | 2                | 39                 | 2015                          | Métro léger d'Addis-Abeba |
| Abuja          | Nigeria  | -                          | -                                  | 4                | -                  | 2018                          | Tramway d'Abuja           |
| Lagos          | Nigeria  | 35                         | -                                  | 1                | -                  | 2023 (en construction)        | Lagos Rail Mass Transit   |

## Liste des réseaux de tramways par pays

### Afrique du Sud
- Le Cap (urbain) - traction hippomobile, 1er mai 1863 - ? ; traction électrique, 6 août 1896 - 28 janvier 1939.
  - Sea Point - Camps Bay - Burnside Road - traction électrique, novembre 1901 - 17 février 1930.
- Durban - traction hippomobile, 1881 - ? ; traction électrique, 1er mai 1902 - 1er août 1949.
- East London - traction électrique, 25 janvier 1900 - 25 octobre 1935.
- Isipingo - traction hippomobile, ? - ?.
- Johannesburg - traction hippomobile, 2 février 1891 - ? ; traction électrique, 14 février 1906 - 18 mars 1961.
- Kimberley - traction par mule, 1887 - ? ; traction vapeur, 1900 - ? ; traction électrique, 1906 - 1947.
- Pietermaritzburg - traction électrique, 2 novembre 1904 - décembre 1936.
- Port Elizabeth - traction hippomobile, 1881 - ? ; traction électrique, 16 juin 1897 - 16 décembre 1948.
- Pretoria - traction hippomobile, 1897 - ? ; traction électrique, 1910 - 19 août 1939.

### Algérie[1]
Classement par wilaya.

#### Wilaya d'Alger
- Alger – traction vapeur, 1892 - ? ; traction électrique, 12 octobre 1896 - décembre 1959. Réintroduit le 8 mai 2011. Voir : tramway d'Alger.
  - Hussein Dey - Hussein Dey - traction électrique, novembre 2011 - 17 février 2012.

#### Wilaya d'Annaba
- Annaba - En construction. voir : tramway de Annaba

#### Wilaya de Batna
- Batna - En construction. voir : tramway de Batna

#### Wilaya de Biskra
- Briska - traction hippomobile, tramway de Biskra à la Fontaine Chaude 1910 - 1955. Réintroduction prévue. voir : tramway de Biskra

#### Wilaya de Constantine
- Constantine - traction électrique, ? - ? Réintroduit le 4 juillet 2013. Voir : tramway de Constantine

#### Wilaya de Mostaganem
- Mostaganem - ”entrée en service en mars 2023 voir : tramway de Mostaganem

#### Wilaya d'Oran
- Oran - traction électrique, 1898 - 1955. Réintroduit le 2 mai 2013. Voir : tramway d'Oran

#### Wilaya de Ouargla
- Ouargla - traction hippomobile, 1911 - 1941.  Réintroduit le 20 mars 2018.  voir : tramway de Ouargla

#### Wilaya de Sétif
- Sétif - traction hippomobile, ? - 1940 (?). traction électrique. Mise en service le 8 mai 2018 voir : tramway de Sétif

#### Wilaya de Sidi-Bel-Abbès
- Sidi-Bel-Abbès - traction électrique. Mise en service le 26 juillet 2017. voir : tramway de Sidi Bel Abbès

### République démocratique du Congo
- Boma - traction vapeur, 4 mars 1890 - autour de 1900.

### Égypte
- Alexandrie - traction hippomobile, 1860 - ? ; traction vapeur, ? - ? ; traction électrique 1902 - aujourd'hui.
  - Réseau suburbain de Ramleh - traction hippomobile, 1869 - ? ; traction vapeur, ? - ? ; traction électrique, décembre 1903 - aujourd'hui.
- Mansourah - traction vapeur, 15 août 1897 - 1955 (?).
- Le Caire - traction électrique, 12 août 1896 - 2004 (?).
  - Héliopolis - service de tramway no 2 le 9 mai 1908 utilisant partiellement les voies des tramways du Caire jusqu'à l'Abbasieh, ligne urbaine no 3 dans Héliopolis en 1909, tramway express ou "métro" no 1 Pont Lemoun - Almaza le 11 juillet 1910 - aujourd'hui.
  - Helwan - traction électrique, 19 février 1981 - aujourd'hui.
- Port-Saïd - traction hippomobile, 22 septembre 1900 - ? ; traction électrique, ? - 1929.

### Érythrée
- Massaoua - traction vapeur, ?m

### Ghana
- Accra
  - Traction vapeur, 1906 - 1941.
  - Projet de tramway à traction électrique prévu pour 2023[2]

### Kenya
- Mombasa - traction humaine (sic), 189? - 1921.

### Libye
- Benghazi - traction hippomobile, ? - ?.

### Madagascar
- Antananarivo (anc. Tananarive) - Construction inachevée d'un tramway à vapeur après 1921. En 2021, la construction de deux lignes de 12 et de 3,5 kilomètres est prévue[3].
- Toamasina (Tamatave) - traction hippomobile, ? - ?.

### Maroc
- Casablanca. Traction électrique, 13 décembre 2012. Aujourd'hui 4 lignes de tramway.
- Marrakech. Un projet de BRT simplifié à la place du tramway.
- Agadir. Un Trambus est en construction et devra être opérationnel en juin  2024. Il y a une ligne qui est composée de 25 stations.
- Rabat. Traction électrique, 23 mai 2011. Extension de 45 km du réseau actuel, fin de travaux prévue pour 2028. Voir tramway de Rabat-Salé.

### Mozambique
- Maputo (anc. Lourenço Marques) - traction électrique, février 1904 - 30 novembre 1936.

### Nigeria
- Lagos - traction vapeur, 23 mai 1902 - 31 décembre 1913.

### Sierra Leone
- Freetown - traction vapeur, ? - ?.

### Soudan
- Khartoum - traction vapeur, 1904 - ? ; traction électrique, 16 janvier 1928 - février 1962.

### Tanzanie
- Zanzibar City - traction par zèbres domestiques (sic), 1907 - ? ; traction vapeur, 1911 - 1928.

### Tunisie
- Menzel Bourguiba (anc. Ferryville) - traction vapeur, 1er octobre 1915 - ?.
- Sfax.
  - Métro léger de Sfax - projet à l'horizon 2022.
- Tunis - traction hippomobile, 1885 - ? ; traction électrique, 1900 - 20 avril 1960.
  - Métro léger de Tunis - traction électrique, 15 septembre 1985 - aujourd'hui.
- Sousse Métro du Sahel depuis 2010.

### Zimbabwe
- Mutare (anc. Umtali) - traction hippomobile, 22 août 1901 - vers 1920.